# Thomas Holzmann
Thomas Holzmann (* 17. Juli 1987 in Buchloe) ist ein ehemaliger deutscher Eishockeyspieler, der unter anderem für die Hannover Scorpions, Kassel Huskies, Hamburg Freezers, Iserlohn Roosters, den EHC Red Bull München und die Augsburger Panther in der Deutschen Eishockey Liga (DEL) aktiv war. Seit dem Ende seiner Spielerkarriere arbeitet er als Nachwuchstrainer beim Augsburger EV:

## Karriere
Holzmann begann seine Karriere im Nachwuchs des ESV Kaufbeuren, mit deren Juniorenmannschaft unter anderem in der Junioren-Bundesliga spielte. In der Saison 2005/06 gehörte der Flügelstürmer erstmals dem Kader der Profimannschaft an, mit der er fortan in der 2. Bundesliga aktiv war. Bei den Bayern konnte der Linksschütze regelmäßig gute Leistungen zeigen, so erzielte er bereits in seiner ersten Spielzeit in 59 Spielen 22 Scorerpunkte. Ein Jahr später konnte Holzmann seine Punkteausbeute erneut steigern und beendete die Spielzeit mit 37 Punkten aus 55 Einsätzen. Damit gehörte der Angreifer gehörte zu den punktbesten Stürmern im Team.
Auf Grund der gezeigten Leistungen wurden einige DEL-Scouts auf den damals 20-jährigen aufmerksam. Schließlich waren es die Verantwortlichen der Hannover Scorpions, die ihm ein Vertragsangebot unterbreiteten. Holzmann entschied sich für die Scorpions und wechselte daraufhin in die Deutsche Eishockey Liga. Der Angreifer wurde anschließend mit einer Förderlizenz ausgestattet und war somit auch für den Kooperationspartner, den REV Bremerhaven, spielberechtigt. Dort verbrachte der Stürmer die meiste Zeit der Saison 2007/08 und kam lediglich auf vier DEL-Spiele. Thomas Holzmann besitzt in Hannover einen Vertrag bis 2009 und wird dementsprechend in der Spielzeit 2008/09 sowohl für die Hannover Scorpions, als auch für den REV Bremerhaven aufs Eis gehen. Zum Spieljahr 2009/10 unterschrieb er einen Profi-Vertrag bei den Kassel Huskies. Ein Jahr später folgte er seinem Trainer Stéphane Richer zu den Hamburg Freezers. Ab November 2010 kam er parallel per Förderlizenz beim ETC Crimmitschau zum Einsatz.
Ab der Saison 2011/12 spielte Thomas Holzmann für die Iserlohn Roosters, nachdem er seinen Vertrag bei den Hamburg Freezers im beiderseitigen Einvernehmen aufgelöst hatte. In Iserlohn unterschrieb er einen Vertrag über zwei Spielzeiten. Danach verbrachte er zwei Spielzeiten beim  EHC Red Bull München und spielt seit 2015 bei den Augsburger Panthern. Ende Februar 2016 zog sich Holzmann bei einem Zusammenprall mit einem Mannschaftskollegen während eines Auswärtsspiels eine Schädelfraktur zu und fiel bis zu Ende der Saison 2015/16 aus. Bis 2021 absolvierte Holzmann insgesamt 282 Partien für den AEV, in denen er 47 Tore und 54 Vorlagen erzielte. Zudem kam er in sieben Einsätzen in der Champions Hockey League auf einen Treffer. Nach der Saison 2020/21 erhielt er beim AEV keinen neuen Vertrag mehr und wechselte zum EV Landshut in die DEL2.
Seit 2022 ist Thomas Holzmann als Trainer der Nachwuchsabteilung wieder in Augsburg aktiv.

### International
Im November 2009 wurde Thomas Holzmann vor dem Deutschland Cup erstmals ins DEB-Aufgebot berufen – während dieses Turniers kam er jedoch nicht zum Einsatz.

## Karrierestatistik
(Legende zur Spielerstatistik: Sp oder GP = absolvierte Spiele; T oder G = erzielte Tore; V oder A = erzielte Assists; Pkt oder Pts = erzielte Scorerpunkte; SM oder PIM = erhaltene Strafminuten; +/− = Plus/Minus-Bilanz; PP = erzielte Überzahltore; SH = erzielte Unterzahltore; GW = erzielte Siegtore; 1 Play-downs/Relegation; Kursiv: Statistik nicht vollständig)